# Akoimétosz Szent Alexandrosz
Akoimétosz Szent Alexandrosz (355 körül – 430) ortodox szent.

## Élete
A 4. század közepén született az Égei-tenger valamelyik szigetén. Konstantinápolyban katonáskodott a városi prefektúra őrségében. Megtérése 380 körülre tehető, ekkor egy Illés nevű monachus által vezetett szíriai monostorba ment, ahol négy évet töltött, ezután a pusztába vonult remetének. A környék megtért lakói püspökké akarták tenni, ekkor átkelt az Eufráteszen, s egy ma már közelebbről nem ismert helyen monostort alapított. Itt muntegy húsz éven át élt csaknem 400 szír, görög, római és egyiptomi tanítványával. E monostorban megvalósította a szüntelen ima elgondolását: csoportokba osztott szerzetesei éjjel-nappal, szünet nélkül Istent dicsőítették. Nevük is innen ered: akoimétoi, azaz nem-alvók. Monachusai nagy népszerűségnek örvendtek a szegények közt, annál több üldöztetést kellett viszont elszenvedniük a gazdagoktól, akiket Alexandrosz kemény szavakkal ostorozott. Összeütközésbe került a papokkal, az egyházi vezetéssel, sőt nemegyszer püspökökkel is, emiatt nem vethette meg a lábát sem Palmyrában, sem Antiochiában. Konstantinápolyban Szent Mennas temploma mellett alapított új közösséget. Eddigi tanítványai, illetve az újonnan jöttek hamarosan benépesítették a monostort. Ebből az alapításból nőtt ki később a híres Sztudion monostor. 426 körül ismét bíróság elé állították, bebörtönözték, majd Szíriába száműzték. Kiszabadulása után azonnal tanítványok vették körül, akikkel átkelt a Boszporuszon. Khalkedonban Eulaliosz püspök ellenségesen fogadta, és a város lakói is ellene fordultak. Elfogták, megbotozták. A közeli monostorban Hüpatiosz fogadta be, sőt megszerezte számára Pulcheria császárné támogatását. Innen folytatta útját a Fekete-tenger felé, amelynek partvidékén, Gomonban újabb monostort alapított, s kisvártatva elhunyt. Halála után nem sokkal létesültek kolostorok az akoiméta-apácák számára is, amelyek közül egy Konstantinápoly törökök általi elfoglalásakor (1453) még létezett.